# Patrick Spies (politicus)
Patrick Spies (28 november 1995) is een Belgisch Duitstalig politicus voor de SP.

## Levensloop
Na zijn studies politieke wetenschappen was Spies van 2016 tot 2019 medewerker op het kabinet van Antonios Antoniadis, minister in de Duitstalige Gemeenschapsregering. Vervolgens was hij van 2019 tot 2024 verkoopsmedewerker bij Codepro, een fabrikant van hijsringen.
Bij de Duitstalige Gemeenschapsverkiezingen van 26 mei 2019 was Spies kandidaat voor de SP. In september 2019 werd hij effectief lid van het Parlement van de Duitstalige Gemeenschap in opvolging van Edmund Stoffels. Van november 2023 tot aan het einde van zijn mandaat in juni 2024 was hij in het Parlement van de Duitstalige Gemeenschap fractievoorzitter voor zijn partij.
Patrick Spies werd bij de Waalse verkiezingen van juni 2024 voor de PS verkozen in het arrondissement Verviers. Hij nam vervolgens zitting in het Waals Parlement en werd als Duitstalige verkozene tevens raadgevend lid van het Parlement van de Duitstalige Gemeenschap.